# Krigsåret 1958

## Pågående krig
- Algerietrevolten (1954-1962)[1]
  - Frankrike på ena sidan
  - FLN på andra sidan

- Ifnikriget (1957-1958)[1]
  - Marocko på ena sidan
  - Spanien och Frankrike på andra sidan

## Händelser

### April
- 30 - Ifnikriget avslutas. Tarfaya (Cabo Juby) tillfaller Marocko.

### Augusti
- 23 - Folkrepubliken Kinas militär börjar skjuta mot Quemoy som behärskas av Republiken Kina på Taiwan.

### Oktober
- 6 - Vapenstillestånd vid Quemoy.

### Fotnoter
1. 1 2  ”Chronological List of All Wars”. Arkiverad från originalet den 9 oktober 2014. https://web.archive.org/web/20141009082543/http://www.correlatesofwar.org/COW2%20Data/WarData_NEW/WarList_NEW.pdf. Läst 29 juni 2011.